# クリスタルな洋介
クリスタルな 洋介（クリスタルな ようすけ、1980年3月31日 - ）は、日本の漫画家兼小説家。「クリスタルな」が名字で「洋介」が名前。本名は佐藤 洋介。血液型はO型。秋田県由利本荘市由利地域（旧由利郡由利町）出身。

## 来歴
- 2005年 - 「父さんとオモチャ達」で活動を開始。その後、読切漫画を数作発表。
- 2007年 - 「サバイバルギャグ祭り」で「ミスマッチ!」を発表し優勝する。
- 2008年 - 『週刊少年サンデー』（小学館）18号より「オニデレ」を連載開始。
- 2012年 - 『週刊少年サンデー』（小学館）10号より「ひめはじけ」を連載開始[1]。
- 2013年 - 『月刊ヤングキング』（少年画報社）8月号より「M・ゲーム」を連載開始[2]。
- 2015年 - 『やわらかスピリッツ』（小学館）4月3日更新より「お酒は夫婦になってから」を連載開始[3]。
- 2016年 - 『サンデーうぇぶり』（小学館）7月15日より『おとこのこ妻』が配信連載開始。
- 2017年 - 「お酒は夫婦になってから」がアニメ化。 『小説家になろう』で小説の投稿も開始し「村人Aはお布団スキルで世界を救う〜快眠するたび勇者に近づく物語〜」がT・Oブックスより書籍化。

## 受賞歴
- ロックロード（天下一漫画賞 第43回（2000年2月期） 最終候補）
- かせげ!! マオウ様（少年サンデーGAGまんが新人賞 爆笑王決定戦（2004年） 最終候補）
- ボクらのヌー先生（まんがカレッジ 2004年9・10月期 佳作）

## 作品リスト

### 漫画作品

#### 連載
- オニデレ（『週刊少年サンデー』2008年18号 - 2011年12号）
- ひめはじけ（『週刊少年サンデー』2012年10号 - 2012年51号）
- M・ゲーム（『月刊ヤングキング』2013年8月号 - 2015年5月号）
- お酒は夫婦になってから （『やわらかスピリッツ』2015年4月3日 - 2019年7月19日）[4] - 2017年にTVアニメ化。
- おとこのこ妻（『サンデーうぇぶり』2016年7月15日 - 更新中）
- 煩悩☆西遊記（『月刊サンデージェネックス』2020年3月号 - 連載中）

#### 読み切り
- 父さんとオモチャ達（『週刊少年サンデー』2005年17号） - デビュー作。
- フルメイド・ジャケット（『週刊少年サンデー』2006年1号）
- 照れ屋ナックル（『週刊少年サンデー超』 2006年AUTUMN増刊号）
- 内緒のヴァンパイア（『週刊少年サンデー超』2007年NEW YEAR増刊号）
- 夜は闇姫（『週刊少年サンデー超』2007年SUMMER増刊号）
- 空中分解！鳴神ロボ（『週刊少年サンデー超』2007年AUTUMN増刊号）
- ミスマッチ！（『週刊少年サンデー』2007年33号・サバイバルギャグ祭り）
- ノア姫様のつがいさがし（『クラブサンデー』2010年6月1日）
- ドラゴンバック（『週刊少年サンデー超』2010年12月号）

### 書籍

#### 漫画単行本
- 『オニデレ』、小学館〈少年サンデーコミックス〉2008年 - 2011年、全11巻
- 『ひめはじけ』、小学館〈少年サンデーコミックス〉2012年 - 2013年、全3巻
- 『M・ゲーム』、少年画報社〈YKコミックス〉2014年 - 2015年、全3巻
- 『お酒は夫婦になってから』、小学館〈ビッグコミックススペシャル〉2015年 - 2019年、全12巻
- 『おとこのこ妻』、小学館〈サンデーうぇぶり少年サンデーコミックス〉2017年 - 2020年、全3巻
- 『煩悩☆西遊記』、小学館〈サンデーGXコミックス〉2020年 - 、既刊11巻（2025年6月19日現在）

#### 小説
- 『村人Aはお布団スキルで世界を救う〜快眠するたび勇者に近づく物語〜』T・O・ブックス、2017年、ISBN 978-4-86472-626-9

## 関連人物
小笠原真
アシスタント時代、バックステージを代筆したことがある。
野田宏
アシスタント。
藪野続久
小笠原真のところでのアシスタント時代の先輩。